# Prodajus curviabdominalis
Prodajus curviabdominalis là một loài chân đều trong họ Dajidae. Loài này được Shimomura, Ohsutka & Naito miêu tả khoa học năm 2005.